# 동북역치
동북역치(東北易幟)는 1928년 12월 29일 봉천군벌 장쉐량이 동북의 모든 관공서에서 북양정부의 오색기를 내리고 국민정부의 청천백일만지홍기를 게양하라고 명령한 것이다. 이것은 장제스가 통치하는 중화민국, 즉 국민정부를 중국으로 인정한다는 의미였으며, 결국 장쉐량은 인정하고 받아들인다. 이로써 중화민국은 군벌난립기가 끝나고 재통일된다.
제1차 북벌 당시 국민당 분열에 대한 책임을 지고 국민혁명군 총사령관에서 사임했던 장제스는 1928년 4월 다시 그 직에 복귀했다. 장제스는 제2차 북벌을 개시하여 5월 말엽에는 북경 근교까지 육박했다. 이로써 북양정부는 사실상 붕괴하였고, 북양정부 육해군대원수 장쭤린은 북경을 버리고 본거지 동북으로 도망갔다. 그 직후 장쭤린은 일본 관동군의 음모로 열차째 폭살당한다(황고둔 사건).
장쭤린의 장남 장쉐량은 부친의 유고를 접한 직후 묵던으로 귀환해 봉천군벌의 수령 자리를 승계했다. 7월 1일, 장쉐량은 국민혁명군과의 휴전을 선언하고 향후 재통일에 저항하지 않겠다는 뜻을 천명했다. 일본은 이것을 불만시하여 장쉐량에게 만주의 독립할거를 꾀하라고 꼬드겼다. 7월 3일, 장제스는 북경에 입성하고 봉천군벌 측 대표단과 만나 평화회담을 시작했다. 당시 미국과 영국이 장제스의 만주 합병을 지지했기에 일본은 외교적으로 소외되었다. 12월 29일 장쉐량은 관공서의 국기 교체("역치")를 지시함으로써 국민정부에 복종하겠다는 뜻을 밝혔다. 이틀 뒤 국민정부는 장쉐량을 동북군 사령관으로 임명했다. 이로써 명목상이지만 중화민국은 재통일되었다.

## 같이 보기
- 일본의 만주 침공